# PC Tools
Die PC Tools waren eine Zusammenstellung von Programmen von Central Point Software ursprünglich für DOS. Die Funktionalität umfasste unter anderem das Aufspüren und Beheben von Fehlern im Dateisystem, die Wiederherstellung gelöschter Dateien sowie Mittel zur Systemoptimierung und Systemsicherung.

## Umfang
Die Sammlung ergänzte Funktionen, die im Lieferumfang des Betriebssystems DOS nicht enthalten waren. Mit MS-DOS 6.0 / PC DOS 6.1 haben Microsoft bzw. IBM Teile der PC Tools lizenziert und in das Betriebssystem integriert.
Die letzte erhältliche Version für DOS war PC Tools Pro 9.0. Es gab auch eine Version der PC Tools für Windows, welche neben den entsprechenden Windows-Varianten der von der DOS-Version her bekannten Programme auch einen verbesserten Datei-Manager und einen Ersatz für den Programmmanager von Windows 3.1 enthielten. Der Ersatz des Programmmanagers war revolutionär. Lange vor Windows 95 bot der PC Tools-Desktopmanager viele Features, die erst später mit Windows 95 eingeführt wurden, z. B. die Möglichkeit, Ordner in Ordnern anzulegen, verschiedene Desktops zu verwalten, verschiedene Anzeigemodi für unterschiedliche Ordner (Liste, Details, kleine Icons etc.).

## Versionsgeschichte

### PC Tools für DOS
| Version       | Veröffentlichung | Anmerkungen |
| ------------- | ---------------- | --- |
| 1.0           | 1985             | |
| 1.1           | 1985             | |
| 2.0           |                  | |
| 3.0           |                  | |
| 4.0           |                  | |
| 5.0           |                  | |
| 5.1           |                  | |
| 5.5           |                  | |
| 6.0           |                  | PC-Shell als Alternative zu ViewMAX und DOS Shell mit Fax-Modul (Timer und Serienbrieffunktion) und dBASE III kompatibler Datenbank, PC Cache mit Write-Cache, Diskfix |
| 7.0           | 05/1991          | PC-Shell modularisiert, Windows-Unterstützung; globale SAA kompatible Oberfläche, Commute, Netzwerk-Utilities, SystemInfo, Virenscanner, kontextsensitive grafische Hilfe, DM, Disk Light, COMPRESS |
| 7.01          | 09.06.1991       | bugfix |
| 7.1           | 10.03.1992       | Bugfixe, Windowsunterstützung für PC-Cache |
| 8.0           |                  | Windows-Programme entfernt, Drag and Drop, vollständige Windowsunterstützung von PC Cache, E-Mail-Modul im Fax-Programm, CPAV-Vollversion, Taskswitching in PC-Shell, RAMBoost, PC Shell in PC Tools Desktop umbenannt und erweitert, weitreichende Netzwerk-Unterstützung, DriveMap, Erstellung einer Notfalldiskette |
| 8.0a          |                  | Anpassungen an MS-DOS 6.0 / PC DOS 6.1, RAMBoost arbeitet auch mit Helix Netroom |
| 9.0 PRO       |                  | View erweitert, ... |
| More PC Tools |                  | Mischversion aus DOS- & Windows-Version – bereits fertiggestellte Teile von V 10 |

### PC Tools für Windows
| Version       | Veröffentlichung | Anmerkungen                                                                                                 |
| ------------- | ---------------- | --- |
| 1.0           |                  | erste Version für Windows – CP Backup und CPAV lagen bereits in Windows-Versionen vor und wurden integriert |
| 2.0           |                  | |
| More PC Tools |                  | Mischversion aus DOS- & Windows-Version (bereits fertiggestellte Teile von V 3)                             |
| NT Tools 1.0  |                  | Version für Windows NT (bereits von Symantec)                                                               |

## Integration in DOS
Mit MS-DOS 6.0 (Microsoft) bzw. PC DOS 6.1 (IBM) wurden einige Programme vom Hersteller der PC Tools, Central Point Software lizenziert und selbst in das Betriebssystem integriert.

## NT-Tools
Den Sprung in das 32-Bit-Zeitalter haben die PC Tools nicht mehr geschafft. Die Firma Central Point Software wurde im Juni 1994 – etwa ein Jahr vor dem Erscheinen von Windows 95 – von ihrem größten Konkurrenten Symantec aufgekauft. Symantec ist vor allem bekannt durch die Norton Utilities.
In überarbeiteter Form wurden von Symantec (im Wesentlichen: um FTP erweitert, diverse Umbenennungen, *.Pak schreiben entfernt, neue Version von Sfx) der Dateimanager und das in Systemdoktor umbenannte Crashguard auf Windows NT portiert und zusammen mit dem Norton-Programm Systeminformation als Norton NT-Tools (für Windows NT 3.51) verkauft. Eine Weiterentwicklung erfolgte nicht und so arbeiten die Programme der NT-Tools bereits unter Windows 2000 (NT 5.0) nicht mehr in jedem Fall vollständig.

## Module

### DOS
- PC Shell – Alternative zu ViewMAX bzw. DOS Shell mit Dateibetrachter, Taskswitching, Lap-Link-Unterstützung und DOS-Kommandozeile, Bedienoberfläche mit mehrstufigen Menüs, 43/50-Zeilen-Darstellung, besserer Unterstützung von Hotkeys und erweiterte Dialogboxen, wissenschaftlichem Taschenrechner (HP-16C-Emulation), mit V 8.0 in PC Tools Desktop umbenannt.
- Mirror – Kommandozeilentool, das u. a. eine Sicherheitskopie der Dateizuordnungstabelle anlegt und in Verbindung mit Unformat die Chancen auf eine Wiederherstellung erhöht – Bestandteil von MS-DOS und PC DOS ab Version 5.0
- RAMBoost – automatische Optimierung des konventionellen Speichers (unterstützt EMM386.EXE, 386MAX, QEMM386 und Netroom, keine Loadhigh- und Devicehigh-Anweisungen oder Lade-Adressen in CONFIG.SYS und AUTOEXEC.BAT, da Informationen in RAMBOOST.INI gespeichert werden). Notfalldiskette kann erstellt werden – ohne Notfalldiskette Bestandteil von PC DOS ab Version 6.1
- PC-Cache
- CPAV – Antivirus
- Commute – Remote-Control-Programm
- DiskEdit – Hex-Editor
- Unformat – Utility zur Rückgängigmachung von versehentlicher Formatierung
- Compress – Defragmentierung
- DiskLight – imitiert eine Harddisk-LED auf dem Bildschirm
- FileFix  –  repariert Dateien von in den USA populären Datenbank-, Textverarbeitungs- und Tabellenkalkulations-Programmen
- SysInfo – Systeminformationsutility mit Diagnostik
- Desktop – dBase-III-kompatible verbesserte Datenbank, Fax-Modul mit E-Mail-Funktion und Serienbrieffunktion, grafische Nutzeroberfläche
- FileFind – zum komfortablen Auffinden von Dateien

### DOS & Windows
- CP Backup (vor V 7.0 PC-Backup) – Backup Utility mit Unterstützung für Disketten, festen Laufwerken und Streamer (QIC und SCSI) und Kompression
- DiskFix – erweitertes CHKDSK mit GUI
- Undelete – Wiederherstellung gelöschter Dateien (Windows ab V 2.0 in Dateimanager integriert)

### Windows
- Central Point Desktop (CPS) – alternative Windowsdesktop-Shell
- Dateimanager (Xtree)
- Systeminfo – Systeminformationsutility mit Diagnostik und Reparaturmöglichkeiten für Windows-Probleme

## Sonstiges
2004 hatte sich das australische Unternehmen WinGuides Network in PC Tools Pty Limited umbenannt und bot diverse System- und Sicherheitsprogramme für Windows an. Diese haben mit den ursprünglichen PC Tools von Central Point aber nichts gemeinsam. Im August 2008 wurde die Übernahme durch Symantec angekündigt. Symantec bietet nun wiederum zusätzlich zu den bisherigen Produkten (Norton) auch solche unter der Bezeichnung PC Tools an (z. B. PC Tools Internet Security).